# Kei Marumo
Kei Marumo (丸茂 圭衣?, Marumo Kei; Minō, 6 marzo 1992) è una sincronetta giapponese vincitrice di una medaglia di bronzo nella gara a squadre alle Olimpiadi di Rio de Janeiro 2016.

## Palmarès
- Giochi olimpici

Rio de Janeiro 2016: bronzo nella gara a squadre.
- Mondiali

Kazan' 2015: bronzo nella gara a squadre (programma tecnico e libero) e nel libero combinato.
Budapest 2017: bronzo nella gara a squadre (programma tecnico) e nel libero combinato.
- Giochi asiatici

Incheon 2014: argento nella gara a squadre e nel libero combinato.
Giacarta 2018: argento nella gara a squadre.
- Universiadi

Kazan' 2013: argento nella gara a squadre e nel libero combinato.